# Erich Seckler
Erich Seckler (født 26. september 1963 i Monheim, Vesttyskland) er en tysk tidligere fodboldspiller (forsvarer).
Seckler spillede i løbet af sin karriere for henholdsvis Bayer Leverkusen og Hertha Berlin. Hos Leverkusen var han i 1988 med til at vinde UEFA Cuppen efter finalesejr over spanske RCD Espanyol.

## Titler
UEFA Cup
- 1988 med Bayer Leverkusen